# 安慶縣
安庆縣（越南语：／）是越南宁平省下辖的一个县。

## 地理
安庆县北接南定省懿安县，东北和东接南定省南直县，南接金山县，西南接安谟县，西接华闾市。

## 历史
1961年1月，安谟县安乐社划归安庆县管辖，更名为庆鸿社；庆阳社、庆盛社、庆上社3社划归安谟县管辖。
1975年12月27日，宁平省和南河省合并为河南宁省，安庆县随之划归河南宁省管辖。
1976年12月18日，庆中社析置庆功社，庆水社析置庆善社。
1977年4月27日，撤销安庆县，庆宁社、庆居社、庆海社、庆先社、庆善社、庆利社、庆安社、庆和社、庆富社、庆云社10社和安谟县、省直辖三叠市镇合并为三叠县，庆鸿社、庆乐社、庆会社、庆茂社、庆水社、庆功社、庆城社、庆中社、庆强社9社划归金山县管辖。
1991年12月26日，河南宁省重新分设为南河省和宁平省，三叠县和金山县划归宁平省管辖。
1994年7月4日，以三叠县庆和社、庆安社、庆富社、庆居社、庆云社、庆海社、庆先社、庆善社、庆利社、庆宁社10社和金山县庆鸿社、庆乐社、庆会社、庆茂社、庆水社、庆强社、庆中社、庆城社、庆功社9社复析置安庆县。
1996年11月2日，庆宁社、庆云社、庆海社和庆乐社析置安宁市镇。
2009年6月3日，庆宁社并入安宁市镇。
2024年12月10日，越南国会常务委员会通过决议，自2025年1月1日起，庆先社并入庆善社。

## 行政区划
安庆县下辖1市镇17社，县莅安宁市镇。
- 安宁市镇（Thị trấn Yên Ninh）
- 庆安社（Xã Khánh An）
- 庆功社（Xã Khánh Công）
- 庆居社（Xã Khánh Cư）
- 庆强社（Xã Khánh Cường）
- 庆海社（Xã Khánh Hải）
- 庆和社（Xã Khánh Hòa）
- 庆会社（Xã Khánh Hội）
- 庆鸿社（Xã Khánh Hồng）
- 庆利社（Xã Khánh Lợi）
- 庆茂社（Xã Khánh Mậu）
- 庆乐社（Xã Khánh Nhạc）
- 庆富社（Xã Khánh Phú）
- 庆城社（Xã Khánh Thành）
- 庆善社（Xã Khánh Thiện）
- 庆水社（Xã Khánh Thủy）
- 庆中社（Xã Khánh Trung）
- 庆云社（Xã Khánh Vân）

## 经济
以农业为主，但由于古迹较多，旅游业发展也很迅速，有福隆寺、靈衙寺、越王庭等古迹。